# Jan Bartoš (fotbalista, 1988)
Jan Bartoš (* 13. září 1988) je český fotbalový obránce a bývalý mládežnický reprezentant. Hraje na postu stopera (středního obránce). Momentálně hraje za tým SK Brná.

## Klubová kariéra
Jan Bartoš je odchovancem FK Teplice, do A-týmu byl zařazen v lednu 2008. Z klubu FK Teplice odešel v podzimní části sezóny 2008/09 na hostování do FK Ústí nad Labem, v lednu 2009 byl zpět. Za Teplice si nepřipsal ani jeden ligový start. V létě 2009 přestoupil do FC Chomutov, kde hrál dva roky.
V létě 2011 odešel na své první zahraniční angažmá, konkrétně do polského klubu Górnik Wałbrzych z nižší ligy. Během angažmá byl vícekrát zraněn. Působil zde až do ledna 2015, kdy se obě strany (hráč a klub) dohodly na rozvázání kontraktu.

## Reprezentační kariéra
Bartoš nastoupil v srpnu 2005 ke 3 zápasům české osmnáctky na turnaji v ČR.